# Palacio de Abajo
Palacio de Abajo är en ort i Mexiko.   Den ligger i kommunen Dolores Hidalgo och delstaten Guanajuato, i den centrala delen av landet, 260 km nordväst om huvudstaden Mexico City. Palacio de Abajo ligger 1 993 meter över havet och antalet invånare är 462.
Terrängen runt Palacio de Abajo är platt åt sydost, men åt nordväst är den kuperad. Runt Palacio de Abajo är det ganska tätbefolkat, med 96 invånare per kvadratkilometer. Närmaste större samhälle är Dolores Hidalgo, 15,8 km norr om Palacio de Abajo. Trakten runt Palacio de Abajo består i huvudsak av gräsmarker.